# SS Arandora Star
SS Arandora Star – brytyjski statek pasażerski linii Blue Star. Zwodowany w 1927 roku jako Arandora. W 1929 zmieniono nazwę na Arandora Star. Na początku II wojny światowej został przydzielony do transportu żołnierzy i uchodźców. 24 czerwca 1940 r. ewakuował z Francji do Anglii żołnierzy alianckich w tym także polskich lotników. 2 lipca 1940 roku został zatopiony przez U-47 w czasie rejsu z Liverpoolu do Kanady.